# Macizo de Brasilia

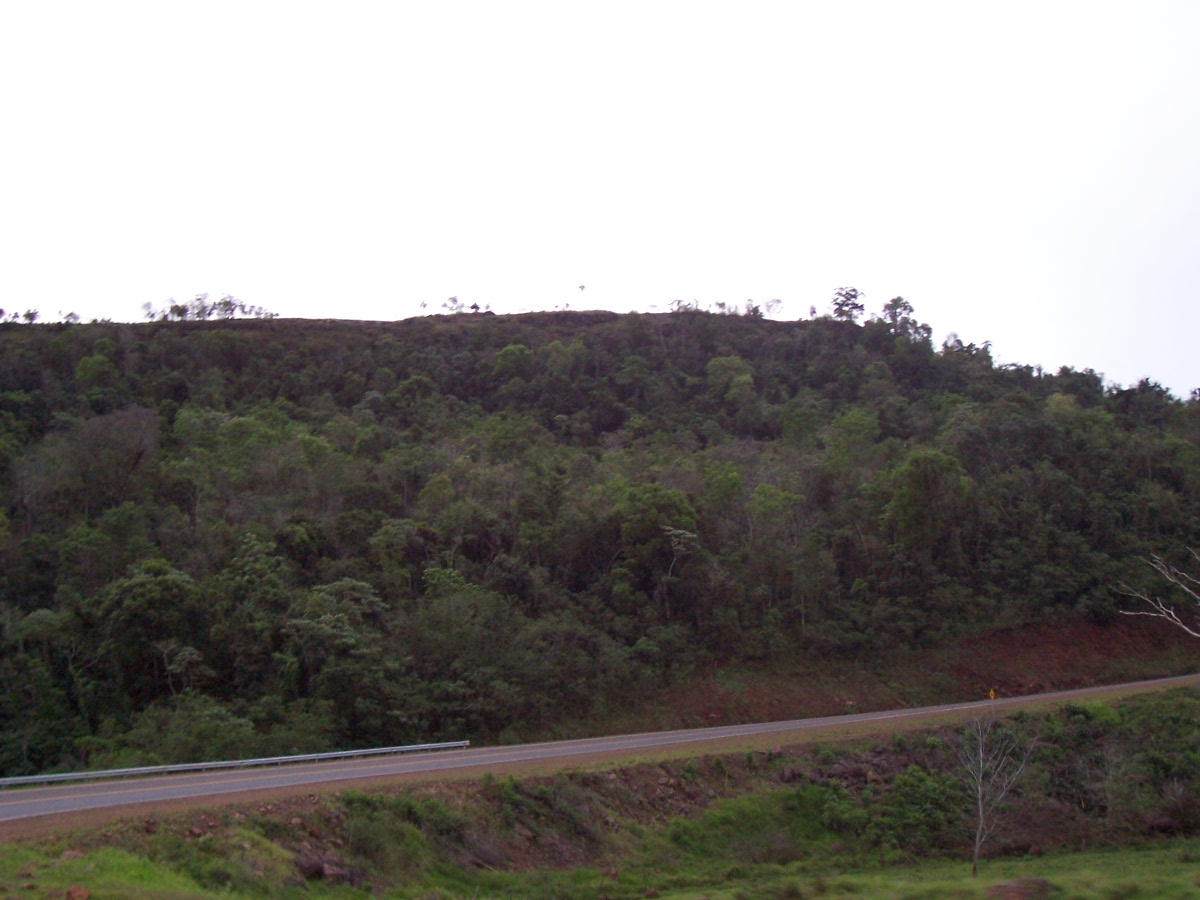
Ruta costera #2

El macizo cristalino de Brasilia o escudo de Brasilia es un basamento antiguo que se encuentra en el centro y este de América del Sur, formado por rocas cristalinas que forman un manto de basalto. Tiene de entre 20 y 139.5 m de espesor, encontrándose en afloramiento o sepultado bajo sedimentos de distinto espesor. Los principales ríos de las cuencas del Amazonas y del Plata discurren en general por fallas que afectaron a su estructura.
Los macizos son los remanentes de los continentes que formaban la superficie terrestre en el Precámbrico. La placa continental de Sudamérica se separa en tres secciones desiguales: el macizo de Brasilia, el macizo guayanés, y el macizo Patagónico, estando los dos primeros entre los más antiguos del planeta. La dureza de las rocas cristalinas que los conforman, les otorga gran estabilidad y es la razón de que no se produzcan terremotos en las enormes regiones que ocupan, así como los puntos de contacto entre estas (las regiones sedimentarias de la Amazonia y la llanura chacopampeana).

## Extensión geográfica
Abarca el este y centro de Brasil, donde conforma el suelo rocoso que se encuentra en amplias extensiones. Se estima que su extensión alcanza zonas afectadas por el plegamiento andino, y corre se despliega de norte a sur a lo largo del eje central de la Cordillera de los Andes. Al sur limita con el Macizo Patagónico a la altura del río Colorado. Alcanza también sectores del terrano de Arequipa-Antofalla en el Perú y del macizo del Garzón en Colombia.
En Argentina es notoria su presencia en la provincia de Misiones. Sin embargo el mismo continúa mucho más allá de ella, cubriendo casi la totalidad del Gran Chaco y la región pampeana. En general en estas zonas queda cubierto por una gruesa capa sedimentaria, aflorando notoriamente en las sierras de Córdoba, y en lugares como el noreste de Corrientes, las sierras Subandinas, las sierras de Tandil y de Ventania, el lecho del río Uruguay y la isla Martín García en el Río de la Plata afectados por la orogenia andina, y elevados a considerable altura. En la parte occidental del macizo también fue afectada por plegamientos a inicios del Paleozoico, en el cual se formaron la precordillera de La Rioja, San Juan y Mendoza y el sistema de la sierra de Famatina. También se extiende sobre Uruguay, donde aflora principalmente al sur del río Negro.
Entre los bloques levantados del macizo de Brasilia quedaron sectores hundidos, donde se fueron depositando sedimentos en algunos casos de hasta 6 kilómetros de espesor; estos sedimentos conforman la llanura chacopampeana. La gruesa capa de sedimentos es lo que otorgó una gran horizontalidad al terreno. Dicha capa de sedimentos proviene en general de las regiones montañosas del oeste argentino, aunque también existen sedimentos marinos producto de ingresiones marinas como el mar entrerriense.

## Evolución
Dentro del macizo se encuentran los 3 principales cratones sudamericanos: el cratón amazónico, el cratón Río de la Plata y el Cratón de São Francisco.
Los vestigios más antiguos se encuentran en el nordeste de Brasil, en el cuadrilátero ferrífero y en Uruguay, con una edad estimada entre 3400 y 3000 millones de años. El primer ciclo orogénico identificado corresponde a la orogenia de rio das Velhas, en el eón Arcaico, formando hace unos 2700 millones de años en el que se formó la mayor parte de los sectores norte y sudeste del cratón amazónico, así como el cratón de Sao Francisco. En el Proterozoico se inició el ciclo orogénico Trans-Amazoniano, cinturones que en general bordean el núcleo cratónico anteriormente mencionado. Este ciclo incluye la orogenia de Camboriú, en el que se desarrollaron grandes intrusiones magmáticas en el área central de Brasil. Hace 780 millones de años se inició el ciclo Brasiliano, que deformó y expuso las cortezas graníticas. La orogenia (1000 millones de años) Grenviliana afectó el sudoeste y noroeste del cratón amazónico, así como en la provincia geológica de Borborema, al nordeste de Brasil.